# Рунгу

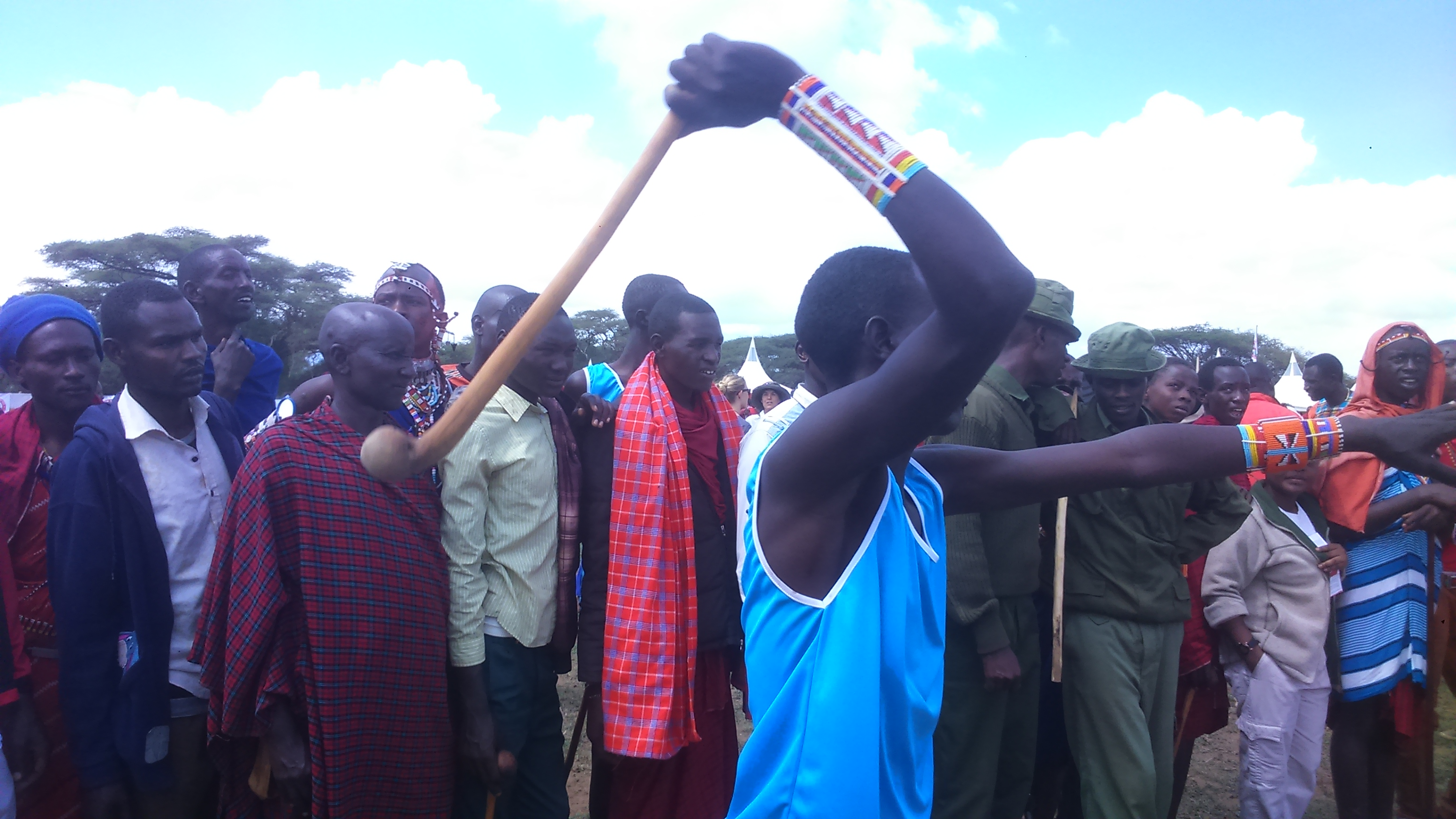
Rungu throwing

Рунгу (суах. rungu, множина marungu) — це дерев'яна кидна палиця або кийок, що має особливу символіку та значення в деяких племінних культурах Східної Африки. Вона особливо асоціюється з масайськими моранами (чоловіками-воїнами), які традиційно використовували її у війні та для полювання. Це також є поширений туристичний сувенір у цій частині світу.
Рунгу зазвичай вирізають з залізного дерева, махагоні, палісандра тощо; палиці мають довжину близько 45–50 см з довгою вузькою ручкою та важким набалдашником на кінці, по аналогії з іншими палицями, такими як ірландська шилейле або південноафриканська кнобкері.
У культурі масаїв рунгу є важливим маркером статусу воїна для молодих чоловіків. Особливий рунгу надається промовцю на важливих племінних зборах під час промови. Хоча утилітарні екземпляри виготовляються з простої твердої деревини, церемоніальні рунгу можуть бути майстерно вирізьбленими, виготовленими з інших матеріалів або вишитих бісером. 
Колишнього президента Кенії Даніеля арапа Мої незмінно бачили на важливих публічних заходах з елегантним рунгу з слонової кістки із золотим або срібним наконечником. Він називав це своїм «фімбо я Ньяйо» (суах. fimbo ya Nyayo, досл. «посох Ньяйо», де «Ньяйо» — це прізвисько президента Мої») і бив ним по столу, коли розлючувався, іноді розтрощуючи палицю.